# HER2/neu
El HER2/neu ('receptor tirosina-proteína quinasa erbB-2), conocido también como ErbB2 y designado como cúmulo de diferenciación CD340 y p185, es un protooncogén localizado en el brazo grande del cromosoma 17, concretamente en la región 17q21.1. Su código es HGNC ERBB2 . Codifica una glicoproteína de 185 kDa con actividad tirosina quinasa en su dominio intracitosólico. Se trata de un receptor para el factor de crecimiento de tipo epidérmico humano. Sus ligandos pertenecen a un tipo de proteínas llamadas pro-neurregulinas siendo las más importantes las isoformas 1, 2 y 3 (NRG1, NRG2, NRG3). Estos ligandos propiamente se unen al ERBB1 y ERBB3  los cuales inducen el reclutamiento del ERBB2 para su posterior activación. Es clave para el crecimiento y la división normal de las células, por lo que su expresión anormal está vinculada a procesos cancerosos. Se ha convertido en un importante marcador y diana de tratamiento oncogénico, especialmente del cáncer de mama. Su actividad enzimática está descrita por el número EC 2.7.10.1.
Se sobreexpresa en aproximadamente 25-30% de las pacientes con cáncer de mama. Esto está asociado a una incrementada actividad biológica del tumor, es decir, una tasa de división acelerada por mayor respuesta de la célula a los niveles normales de factores de crecimiento. Generalmente es indicativo de una evolución desfavorable del cáncer de mama. Las pacientes con cáncer de mama que presentan amplificación de HER2/neu presentan generalmente una forma más agresiva de cáncer, además de una mayor resistencia a tratamientos convencionales. Existe por ejemplo una gran probabilidad de resistencia al tratamiento endocrino con tamoxifeno. Sin embargo, son pacientes que responden mejor al tratamiento combinado de quimioterapia con trastuzumab, un anticuerpo monoclonal humanizado que se dirige contra el dominio extracelular del receptor Her2/neu, aumentando la tasa de supervivencia de las pacientes.
Mediante la técnica FISH o hibridación in situ fluorescente se puede determinar el número de copias que posee el paciente a partir de una biopsia de tejido, mediante el diseño de una sonda específica que hibride con el locus. Además, estudios de hibridación de tipo Southern, Western y Northern han indicado que la amplificación del gen se correlaciona con una sobreexpresión del mismo, lo cual da un valor pronóstico desfavorable.

## Otros cánceres asociados
El protooncogen erbB2 se ha relacionado con el cáncer de mama, ovario, estómago, y neuroblastoma.